# Condado de Guernsey

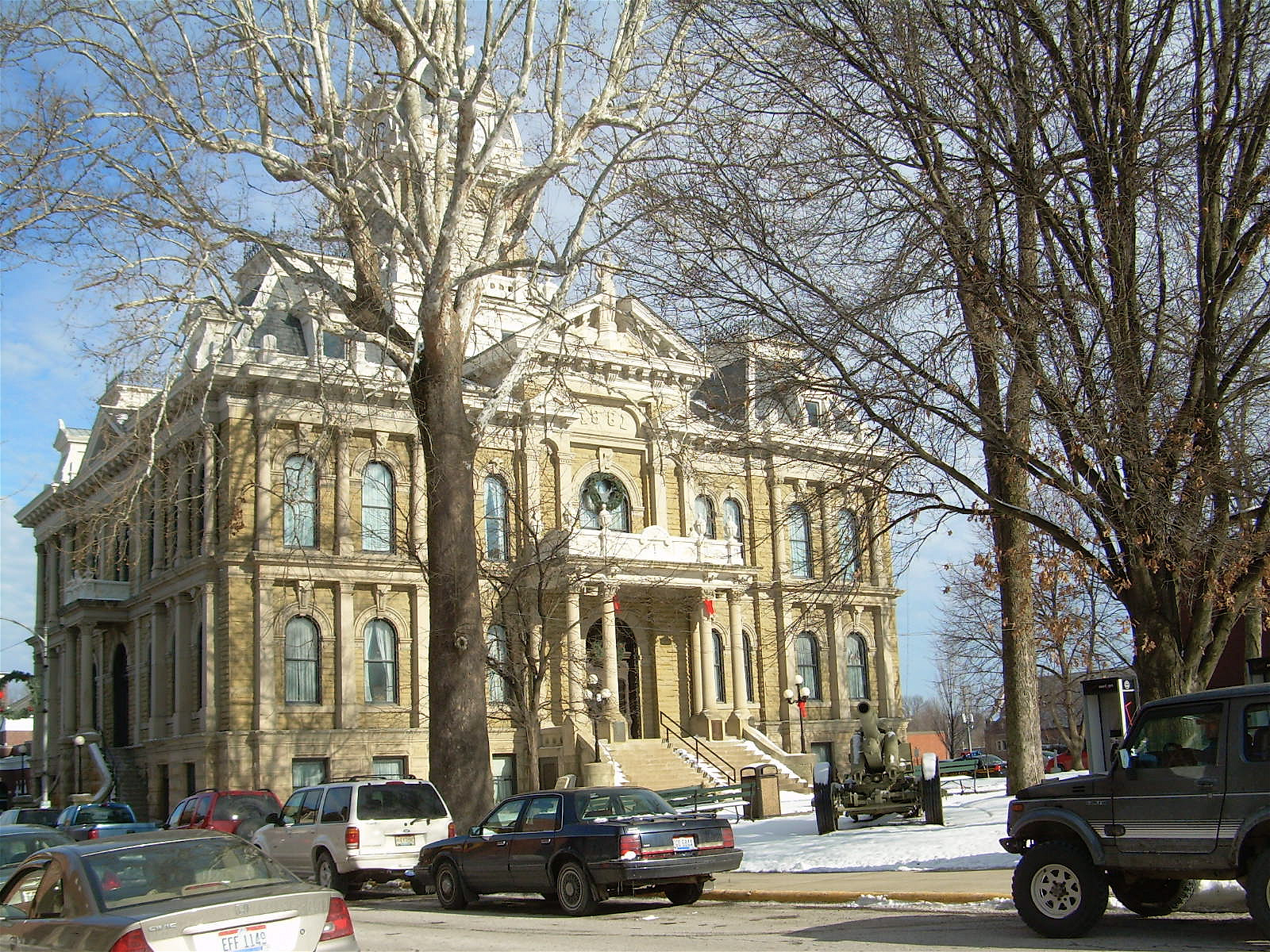
Juzgado del Condado de Guernsey, Cambridge, Ohio (2008)

El condado de Guernsey es uno de los 88 condados del Estado estadounidense de Ohio. La sede del condado es Cambridge, y su mayor ciudad es Cambridge. El condado posee un área de 1.368 km² (los cuales 17 km² están cubiertos por agua), la población de 40.792 habitantes, y la densidad de población es de 30 hab/km² (según censo nacional de 2000). Este condado fue fundado en 1810.